# 埃克斯多夫
埃克斯多夫是德国巴伐利亚州的一个市镇。总面积36.17平方公里，总人口5110人，其中男性2439人，女性2671人（2011年12月31日），人口密度141人/平方公里。